# Rhagodia ulicina
Rhagodia ulicina là loài thực vật có hoa thuộc họ Dền. Loài này được (Gand.) Paul G. Wilson miêu tả khoa học đầu tiên năm 1982.